# 沃熱湖
沃熱湖是俄羅斯的湖泊，位於沃洛格達州北部，面積416平方公里，平均深度2米，最大深度4.5米，湖水從約20條河流注入沃熱湖，然後流進斯維季河。沃熱湖在每年10月至11月開始結冰，直至翌年5月。